# DJ Magazine
DJ Magazine je mesečna revija posvečena elektronski plesni glasbi in DJem.
Revija je iz angleščine prevedena v bolgarščino, francoščino, italijanščino, kitajščino, litvanščino, nemščino, poljščino, portugalščino, španščino in ukrajinščino. Poznana je po svoji lestvici DJev DJ Mag 100, ki jo vsakoletno objavlja.

## Zmagovalci DJ Mag-ove lestvice Top 100
- 1997 - Carl Cox
- 1998 - Paul Oakenfold
- 1999 - Paul Oakenfold
- 2000 - Sasha
- 2001 - John Digweed
- 2002 - Tiësto
- 2003 - Tiësto
- 2004 - Tiësto
- 2005 - Paul van Dyk
- 2006 - Paul van Dyk
- 2007 - Armin van Buuren
- 2008 - Armin van Buuren
- 2009 - Armin van Buuren
- 2010 - Armin van Buuren
- 2011 - David Guetta
- 2012 - Armin van Buuren
- 2013 - Hardwell
- 2014 - Hardwell
- 2015 - Dimitri Vegas & Like Mike
- 2016 - Martin Garrix
- 2017 - Martin Garrix
- 2018 - Martin Garrix
- 2019 - Dimitri Vegas & Like Mike
- 2020 - David Guetta
- 2021 - David Guetta
- 2022 - Martin Garrix
- 2023 - David Guetta
- 2024 - Martin Garrix